# Westkupang
Westkupang (indonesisch Kupang Barat) ist ein indonesischer Distrikt (Kecamatan) im Westen der Insel Timor.

## Geographie
| „Dorf“ (Desa/ Kelurahan) | Verwaltungssitz | Fläche    | Einwohner | Bevölkerungs- dichte |
| ------------------------ | --------------- | --------- | --------- | -------------------- |
| Tablolong                | Tablolong       | 9,01 km²  | 1312      | 146                  |
| Lifuleo                  | Lifuleo         | 6,80 km²  | 1191      | 175                  |
| Tesabela                 | Tesabela        | 21,48 km² | 1154      | 54                   |
| Sumlili                  | Sumlili         | 14,40 km² | 1876      | 130                  |
| Oematnunu                | Oematnunu       | 20,89 km² | 2093      | 100                  |
| Kuanheun                 | Kuanheun        | 21,46 km² | 1553      | 72                   |
| Bolok                    | Bolok           | 12,76 km² | 3005      | 236                  |
| Nitneo                   | Nitneo          | 5,86 km²  | 1430      | 244                  |
| Batake                   | Batake          | 8,00 km²  | 1782      | 223                  |
| Manulai I                | Manulai I       | 4,48 km²  | 1354      | 302                  |
| Oenesu                   | Oenesu          | 10,26 km² | 1216      | 119                  |
| Oenaek                   | Oenaek          | 14,32 km² | 749       | 52                   |

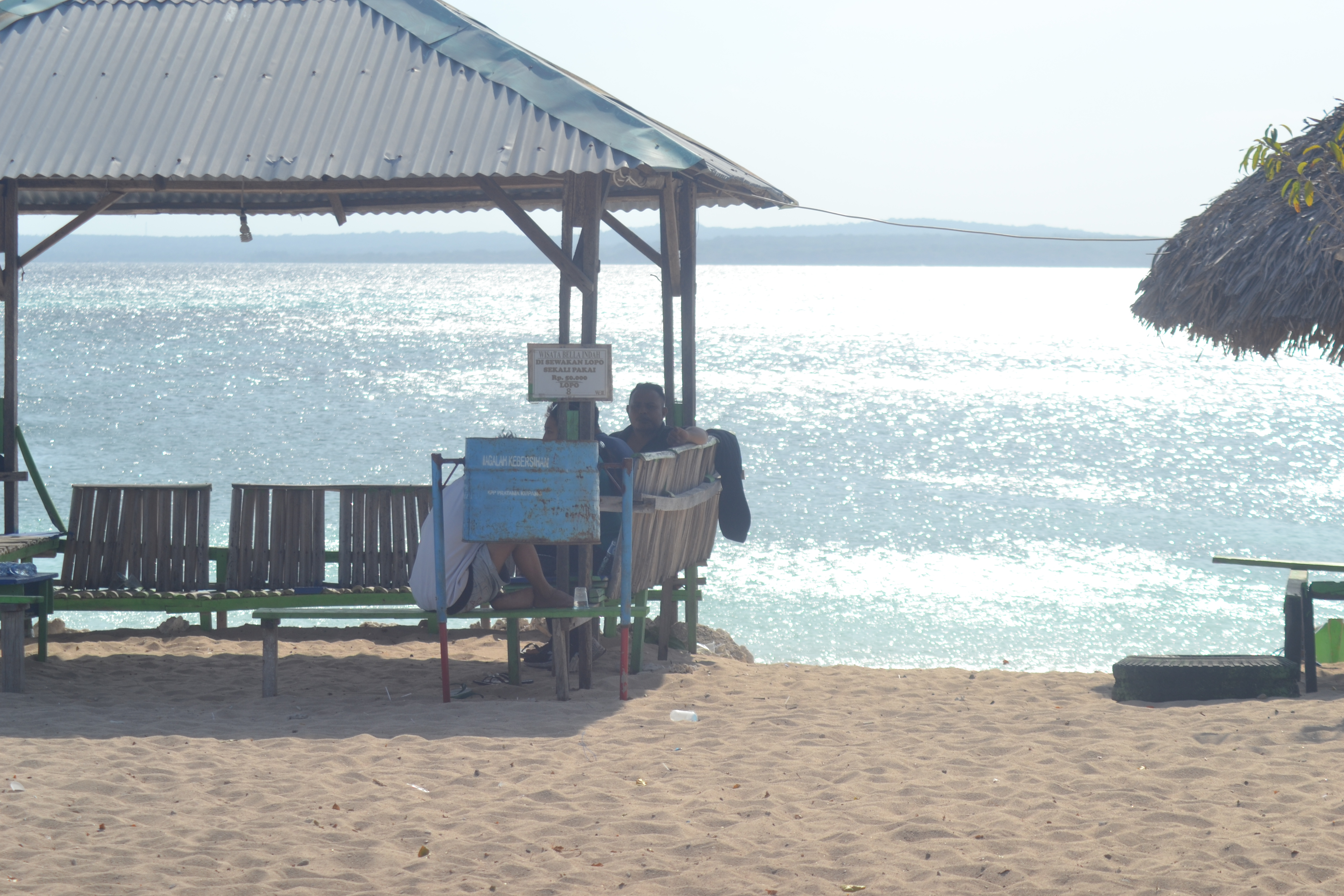
Der Tablolong-Strand in Westkupang

Der Distrikt befindet sich im Südwesten des Regierungsbezirks Kupang der Provinz Ost-Nusa-Tenggara (Nusa Tenggara Timur), am Übergang von der Timorsee im Süden zur Sawusee und der Bucht von Kupang im Norden. Gegenüber liegt die Insel Semau. Im Osten grenzt Westkupang an den Distrikt Nekamese und der Stadt Kupang, mit ihrem Distrikt Alak.
Westkupang hat eine Fläche von 149,72 km² und teilt sich in die zehn Desa Tablolong, Lifuleo, Tesabela, Sumlili, Oematnunu, Kuanheun, Bolok, Nitneo, Manulai I und Oenaek und die zwei Kelurahan Batake und Oenesu. Der Verwaltungssitz befindet sich in Batake. Das Territorium des Distrikts reicht bis in eine Meereshöhe von etwa 350 m. Das tropische Klima teilt sich, wie sonst auch auf Timor, in eine Regen- und eine Trockenzeit.

## Flora
Im Distrikt finden sich vor allem Vorkommen von Lontar-, und Kokospalmen.

## Einwohner

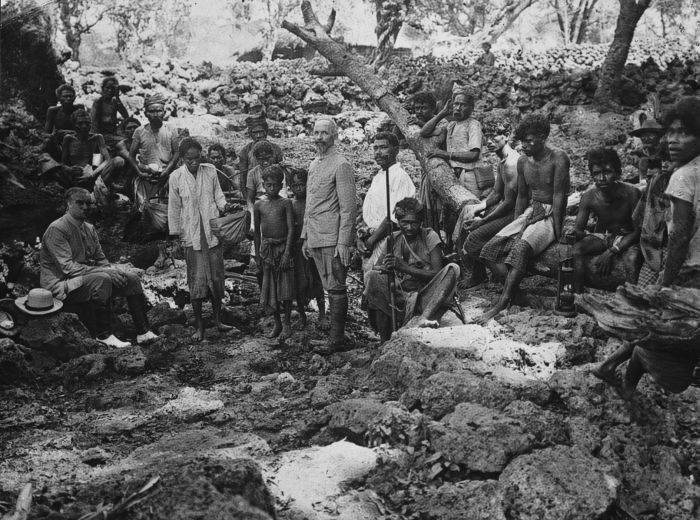
Niederländischer Kolonialbeamter mit Einwohnern von Bolok, Westkupang (1921)

2017 lebten in Westkupang 18.715 Einwohner. 9733 waren Männer, 8982 Frauen. Die Bevölkerungsdichte lag bei 125 Personen pro Quadratkilometer. 576 Personen bekannten sich zum katholischen Glauben, 16.905 waren Protestanten und 685 Personen muslimischen Glaubens. Im Distrikt gab es zwei katholische und 53 protestantische Kirchen sowie fünf Moscheen.

## Wirtschaft, Infrastruktur und Verkehr
Die meisten Einwohner des Distrikts leben von der Landwirtschaft. Als Haustiere werden Rinder (7655), Pferde (21), Büffel (acht), Schweine (4754), Ziegen (3794), Enten (869) und Hühner (6843) gehalten. Auf 695 Hektar wird Mais angebaut, auf 700 Hektar Reis, auf zwölf Hektar Maniok, auf 500 Hektar Erdnüsse und auf acht Hektar grüne Bohnen. Daneben erntet man Rote Zwiebeln, Kohl, Senf, Tomaten, Bohnen, Gurken, Bananen, Mangos, Papayas, Jackfrüchte, Kokosnüsse, Kapok, Arecanüsse, Cashewnüsse und Lontar. Außerdem wird Fischfang betrieben.
In Westkupang gibt es vier Kindergärten, 20 Grundschulen, acht Mittelschulen und sieben weiterführende Schulen. Zur medizinischen Versorgung stehen ein kommunales Gesundheitszentrum (Puskesmas) in Batakte und elf medizinische Versorgungszentren (Puskesmas Pembantu) zur Verfügung. Im Distrikt arbeiten zwei Ärzte, 24 Hebammen und 13 Krankenschwestern
71,03 Kilometer Straßen sind asphaltiert. Mit Kies sind 108,9 Kilometer Straßen bedeckt. Einfache Lehmpisten im Distrikt haben eine Länge von 48,9 Kilometer. Der öffentliche Verkehr wird betrieben durch 23 Kleinbusse, 102 Pick-Ups, 51 Lastwagen, 132 Motorräder und ein anderes Fahrzeug.